# Famille Tolomei
Pour les articles homonymes, voir Tolomei (homonymie).
Les Tolomei étaient une grande famille de Sienne (Italie), grands banquiers du Moyen Âge détenant des comptoirs dans de nombreux pays, dont la France à Paris, rue des Lombards. La légende raconte qu'ils étaient issus de la dynastie ptolémaïque égyptienne, dont des descendants se seraient réfugiés en Toscane sous le règne de Charlemagne,. Il existe encore un palais Tolomei à Sienne.

## Histoire
Selon les archives, le vrai fondateur de la dynastie serait Baldistricca Tolomei (début XIIe siècle). L'un de ses descendants aurait fondé à Sienne, durant le même siècle, la Maison Tolomei. Cette riche famille de marchands et de banquiers, de sensibilité guelfe, fit construire un palais à Sienne avant 1205, ce qui en fait la plus ancienne résidence privée de Sienne aujourd'hui. Détruit par les gibelins, il fut reconstruit après 1267. Ils étaient par ailleurs propriétaires de tours et de châteaux dans les territoires allant de la Montagnola Senese à la Maremme.
À la suite des conflits internes de la république de Sienne, une partie de la famille s'exila. Certains s'installèrent à Paris, rue des Lombards, ainsi qu'à Neauphle-le-Vieux. Ainsi, après 1270, une partie de la famille, alliée des Bonsignori, fondateurs de la Grande Table de Sienne, demeurèrent hors d'Italie, tandis que d'autres rentrèrent. Ils étaient présents dans les foires de Champagne, par exemple en 1306 à Lagny-sur-Marne, ainsi qu'à Bordeaux où ils disposaient d'une représentation permanente. Cependant, ils quittèrent le royaume de France au début du XIVe siècle, à la suite, notamment, des mesures prises, vers 1311, par Philippe le Bel pour obliger les banquiers lombards à racheter leur droit de résidence. Divers litiges conduisirent à porter l'affaire devant le Parlement de Paris pendant plusieurs années ; finalement, les dettes des Tolomei furent rachetées par le roi de France, et Charles IV (1322-1328) tenta, sans succès, d'obliger Sienne à contraindre les Tolomei à rembourser leurs dettes. La république siennoise s'y refusa, avec comme seule conséquence l'interdiction, pour les Tolomei, de fréquenter les foires de Champagne lesquelles, du reste, perdaient de l'importance.
C'est à cette époque que naquit Bernardo Tolomei (1272-1348), fondateur de l'Ordre du Mont-Olivet, béatifié au XVIIe siècle et canonisé en 2009.
La branche aînée, proche du pape Innocent VI (1352-1362), partit pour Rome. En 1358, Raimondo Tolomei devint le dirigeant du Sénat. Une via dell'Arco dei Tolomei existe ainsi à Rome, où un de leurs palais héberge aujourd'hui le Centre hébraïque italien Pitigliani.
Pia de' Tolomei, évoquée par Dante dans le Purgatoire, ainsi que le lettré Claudio Tolomei étaient issus de cette famille.
Au XIVe siècle, deux branches de la famille s'installèrent à Pérouse, où ils demeurèrent jusqu'à la fin du XVIIIe siècle. C'est de là que vient le lettré Scipione Tolomei (1553-1630), secrétaire à la Cour des della Corgna (it), titulaires au XVIe et XVIIe siècles du marquisat de Castiglione del Lago (it), situé sur les bords du lac Trasimène. À Ferrare se trouvaient, au XIVe siècle, la branche dite del'Assassino, dont Stella de' Tolomei, amante du marquis de Ferrare Niccolò III d'Este et mère d'Ugo, Leonello et Borso d'Este, lequel devint duc de Modène et de Reggio d'Émilie au XVe siècle.
Une branche s'installa dans le royaume de Naples au XVe siècle, dans les Pouilles, et posséda le fief de Santeramo in Colle dans la Terre de Bari à partir de 1410 et les fiefs d'Alliste, Racale et Felline dans le Salento. Antonio Tolomei, évêque de Lecce de 1485 à 1498, appartient à cette branche qui s'éteignit à la fin du XVIe siècle.
Certaines branches de la famille perdurent jusqu'à aujourd'hui. L'une d'entre elles s'est éteinte à la mort de la comtesse Sofia Manni, veuve du comte Filippo Tolomei.